# ۲۳۳ (میلادی)
۲۳۳ (میلادی) دویست و سی و سومین سال تقویم میلادی است.

## درگذشتگان
‎